# Carol Mansell
Carol Mansell é uma actriz estadunidense, conhecida por ser a protagonista da série televisiva Down To Earth.